# 桂笑金
桂 笑金（かつら しょうきん、1992年7月4日 - ）は、上方落語協会に所属する落語家。本名∶京藤 峻輔
。

## 経歴
京都府長岡京市出身。 2017年12月 、桂三金に入門し、「笑金」を名乗る。 2019年11月、 三金死去に伴い、6代桂文枝門下に移籍した。

## 人物
趣味は読書、映画鑑賞、タロット、詩を書くこと、御朱印集め、雑貨屋巡り。
特技はエレキベースとサッカー。フリーキックとコーナーキックは得意だがペナルティキックは大の苦手。
妖怪が大好き。妖怪が登場する小噺を創作している。2023年、境港妖怪検定・初級の試験に合格し、「妖怪博士」に認定された。

## 受賞歴
- 2022年 第3回食とコミュニケーションエッセイコンテスト優秀賞「師匠と食と芸」[3]